# Швенкфельдеры
Швенкфельдеры (англ. Schwenkfelders) — протестантская секта, основанная в восточных областях Германии в XVI веке.
Секта была основана Каспаром Швенкфельдом, который противопоставлял внутреннее «просветление души» от переживания единения с Христом догматизму и обрядам.  Швенкфельдеры отвергают любые внешние проявления веры и ориентируются только на внутренний религиозный опыт. 
После того как сторонники Швенкфельда в 1540 году были осуждены Шмалькальденской конвенцией протестантских теологов за вольнодумное отношение к Библии и лютеранской форме вероисповедания, они вышли из лютеранской церкви и образовали собственные братства «исповедников славы Христовой» в ряде земель Германии. 
В начале XVIII века жившие в католической Силезии швенкфельдеры стали подвергаться преследованиям и переселились в Саксонию, где им предоставил убежище граф Цинцендорф. 
С 1734 годы швенкфельдеры стали переселяться в Пенсильванию, где в 1782 году была создана ассоциация швенкфельдерских общин.
В настоящее время в штате Пенсильвания существуют пять общин швенкфельдеров.